# Phare Nisis Voliós
Le phare Nisis Voliós, également appelé phare Voliós, est situé sur le petit îlot Voliós, à l'entrée du détroit Dhrepanov (qui sépare l'île Lefkada du continent) en Grèce. Le phare est achevé en 1913.

## Caractéristiques
Le phare est une petite tour de pierres, accolée à l'ancienne maison, en ruine, du gardien, sans lanterne. Le feu est installé sur une structure métallique qui surmonte la tour. Il s'élève à 8 mètres au-dessus des eaux de la mer Ionienne.

## Codes internationaux
- ARLHS[1] : GRE-130
- NGA : 14584
- Admiralty[2] : E 3842

## Source
(en) [PDF] List of lights radio aids and fog signals - 2011 - The west coasts of Europe and Africa, the mediterranean sea, black sea an Azovskoye more (sea of Azov) (la liste des phares de l'Europe, selon la National Geospatial - Intelligence Agency)- Version 2011 - National Geospatial - Intelligence Agency - p. 253